# 賢静帝姫
賢静帝姫（けんせいていき）は、北宋の神宗の十女。哲宗の同母妹で、母は徳妃朱氏（後の欽成太后）。同母姉は賢康帝姫・賢宜帝姫。

## 経歴
元豊8年（1085年）4月、兄の哲宗により徳国長公主に封ぜられた。元符3年（1100年）3月、兄の徽宗により慶国長公主の位を進封された。母妃に孝事し、常時看護を任され、母の病状が危険になると悲しみに号泣した。
崇寧2年（1103年）5月に益国長公主に進み、崇寧3年（1104年）12月に冀国長公主に改封され、潘意（潘美の曾孫の潘孝厳の子）に降嫁した。大観元年（1107年）1月、蜀国長公主に改封され、大観2年（1108年）2月に徐国長公主に改封された。
礼法を尊び、生活は質素で華美な衣服で着飾らなかった。男子を2人産んだが、夭折した。一方、側女の産んだ娘を自分の腹を痛めた子のように養育した。政和3年（1113年）閏4月、柔恵長帝姫に改封された。
政和5年（1115年）に薨去し、「賢静」と諡された。

## 伝記資料
- 『宋史』
- 『宋会要輯稿』